# Le Secret du Nautilus
Le Secret du Nautilus est un jeu vidéo d'aventure de science-fiction développé par T-Bot Interactive et Cryo Interactive et édité par Cryo Interactive sur PC en 2002. Le jeu s'inspire librement du roman de Jules Verne Vingt Mille Lieues sous les mers, paru en 1869-1870, dont il forme une suite.

## Synopsis
L'intrigue se déroule à l'époque contemporaine du jeu, au début du XXIe siècle. Le joueur incarne un océanographe embarqué à bord d'un sous-marin d'exploration scientifique. Au cours de l'expédition, le sous-marin repère un engin dissimulé dans une faille sous-marine. Tandis que l'équipe délibère sur l'opportunité ou non d'aller l'explorer, l'océanographe ne résiste pas à la curiosité d'y aller tout de suite, seul, en empruntant un sous-marin de poche. Il découvre que l'engin n'est autre que le Nautilus, le sous-marin du capitaine Nemo. Il est intact et encore en état de marche, mais paraît avoir été mystérieusement abandonné par son capitaine et son équipage des années plus tôt. Le joueur doit explorer le Nautilus pour percer le mystère de son histoire et de ses origines, non sans ressentir l'impression persistante d'être observé.

## Principe du jeu
Le Secret du Nautilus est un jeu d'aventure en vision subjective sur le mode du pointer et cliquer, où le joueur évolue dans un environnement modélisé en images de synthèse et en 3D pré-calculée. Le curseur reste en permanence au centre de l'écran et change de forme selon l'action possible dans la zone de l'écran qu'il survole (se déplacer, parler à un personnage, saisir un objet ou actionner un mécanisme). Un inventaire affiché en permanence à droite et en bas de l'écran permet de stocker les objets que le personnage trouve au cours de l'aventure. La progression du jeu repose sur l'exploration de l'environnement, la manipulation d'objets et la résolution d'énigmes.

## Histoire éditoriale
Le jeu paraît sur PC en 2002 ; il forme le premier titre d'une « collection Jules Verne ». Le titre anglophone du jeu est The Secret of the Nautilus dans l'édition britannique, The Mystery of the Nautilus dans l'édition américaine.
Le premier éditeur du jeu, Cryo Interactive, fait faillite en 2002 ; en octobre 2008, les droits sur l'ensemble des anciens titres Cryo sont rachetés par Microïds.

## Réception
Le jeu reçoit des critiques généralement positives à sa sortie. Le site agrégateur de critiques MobyGames donne au jeu une moyenne de 61 sur 100 fondée sur douze critiques de presse, dont huit lui donnent des notes égales ou supérieures à 60 sur 100 et quatre des notes comprises entre 44 et 51. Le critique du site Jeuxvideo.com en 2002 donne au jeu 14/20, en le qualifiant de « certes classique mais très efficace » ; le critique loue le scénario fidèle à l'esprit du roman de Jules Verne et l'aventure prenante, ainsi que la qualité de la bande sonore ; il regrette les graphismes un peu flous et le classicisme du moteur de jeu, ainsi que l'affichage permanent de l'inventaire à l'écran, et une durée de vie un peu courte. Testant le jeu en 2006, le critique du site Jeuxvideo.fr lui donne 15/20 en le jugeant bien réalisé et excellent sur le plan de l'ambiance, mais réservé aux amateurs de jeux d'ambiance ne comportant pas beaucoup d'action ; l'interface simple, le scénario et l'univers du roman lui paraissent les points forts du jeu, qui lui paraît en revanche souffrir de graphismes flous et parfois trop sombres, d'un scénario linéaire, de bruitages trop peu nombreux et d'une durée de vie trop courte.